# Història de Haspengouw
El comtat d'Hesbaye o de Haspengouw era una àmplia regió del que després fou la Lotaríngia formada per les terres entre el Dijle i el Mosa, amb el Dèmer al nord i una línia que remuntava cap a Maaseik, i al sud fins als deganats d'Hanret i de Jodoigne amb Marche-les-Dames i Marchovelette com a punts extrems a la rodalia de Namur.

## Inici
Lambert és citat com a comte d'Hesbaye el 706 i va morir el 714; va tenir almenys dos fills: Landrada, casada à Sigramn, comte, i mare de sant Crodegand; i Robert I (Rodbertus, Ruodbertus, Rotpertus, Erodbert) comte d'Hesbaye el 715, comte de Worms i d'Oberheingau vers 750, missus a Itàlia el 741, 757, 758 i comte palatí 741/742, mort abans del [764], que segueix.
Robert I d'Hesbaye es va casar cap al 730 amb Williswinda, filla del comte Adalelm. Era un dels fidels més propers a Carles Martell. La seva intervenció com a missus reial amb l'abat Fulrad de Saint-Denis està testimoniada al començament de l'any 757 en les negociacions entre el papa Esteve I (752-757) i el duc Desideri que aspira a la corona llombarda. Va tenir per fills a: Cancor, esmentat com a comte, fundador del monestir de Lorsch (Hesse, Alemanya) i ancestre de la família dels Popponians; Thurimbert (nascut cap a 740, mort després de 770), comte d'Hesbaye, pare de Robert II d'Hesbaye que segueix; i un possible tercer fill anomenat Ingramn (Enguerrand) que és considerat generalment com el pare de l'emperadriu Ermengarda d'Hesbaye, casada amb Lluís el Pietós.
Thurimbert o Turimbert fou el pare de Robert II d'Hesbaye; pare i fill foren comtes d'Hesbaye i de Worms. Robert II fou el pare de Robert III d'Hesbaye, comte d'Hesbaye i de Worms, i va morir el 834. Robert III es va casar amb Waldrada, filla del comte Adrià d'Orleans, germana d'Odó d'Orleans i tia d'Ermentruda d'Orleans, esposa de Carles II el Calb. D'aquest matrimoni, va tenir:
Probablement a Eudes I de Troyes († 871), comte de Troyes; quasi segur Robert el Fort († 866), marquès de Nèustria; i probablement Adalelm, comte de Laon, conseller de Lluís II el Tartamut el 877 i pare de Gautier, comte de Laon executat el 892. Durant les lluites pel poder lliurades entre els fills de Lluís I el Pietós, els fills de Robert III d'Hesbaye van prendre partit per Carles II el Calb. Davant les represàlies de Lotari I, se'n van haver d'anar dels seus territoris renans i refugiar-se a França occidental, on Carles II el Calb els va donar feus.
A partir del 870 els comtes designats pels pagi de la riba dreta del Mosa, van començar a expandir-se cap a la riba esquerra; el Maasgau i el Luihgau (Lieja) que almenys un temps pertanyien a un sol comte, eren citats a vegades com a part del país d'Hesbaye i Maastricht que es trobava inicialment al comtat d'Hesbaye, pertanyia al final del segle IX al comte de Maasgau. En aquesta època el país d'Hesbaye estava dividit en quatre comtats però no se sap amb certesa quins eren.

## Divisió
- El comtat d'Avernas, després rebatejat com comtat de Loon; Avernas (a l'ouest de Waremme) era segurament la primera residència dels comtes de la regió; una nova família va traslladar la residència a Borgloon a l'inici del segle XI.
- El comtat de Moha
- El comtat de Brunengeruz o comtat d'Hoegaarden.
- El comtat de Lovaina, que incloïa el pagus de Diest.
- El comtat d'Haspinga, que fou cedit el 1040 per Enric III del Sacre Imperi Romanogermànic a l'església episcopal de Saint-Lambert de Lieja.

A partir del segle X el territori va passar almenys en una part als Renyers, que haurien rebut un dels quatre comtats (probablement el d'Avernas a l'est on són esmentats Renyer I (vers 880-998 quan fou deposat per Zuentibold) i Rodolf d'Hesbaye (fill de Renyer II, vers 950-958). Renyer cal esmentar que era fill de Gislebert comte de Maasgau. Rodolf fou desposseït amb l'emperador junt amb el seu germà Renyer III comte d'Hainaut. L'església de Lieja que seguia una política expansiva va aconseguir a petites porcions la cessió de molts alous per diversos senyors; alguns eren simple alous que obtenien les immunitats ordinàries; i altres van consistir en tots els drets i regalies com els comtats de Brunengeruz et d'Haspinga. Alguns territoris van formar petits comtats als segles xi i xii: Duras, Grez i Aarschot.

## Comtes de Haspengouw
Categoria principal: Comtes d'Hesbaye
- Lambert d'Hesbaye vers 700-714
- Robert I d'Hesbaye (Rodbertus, Ruodbertus, Rotpertus, Erodbert) comte d'Haspengouw i de Worms vers 715-764, comte d'Oberheingau vers 750
- Ekkehard o Eggebard vers 834 (+844?)
- Cancor, comte en absència del pare?, origen dels Popponians o Poppònides
- Ingramn, comte en absència del pare? pare de l'emperadriu Ermengarda d'Hesbaye
- Turimbert d'Hesbaye vers 764-després de 770, comte d'Hesbaye i Worms
- Robert II d'Hesbaye després de 770-?, comte d'Hesbaye i Worms
- Robert III d'Hesbaye ?-834, comte d'Hesbaye i Worms.
- Eudes I 834-853, comte d'Hesbaye i Worms (comte de Troyes 853-858 i 866-871)
- Folcuí d'Hesbaye (973?-?).

## Nota
1. ↑  Al lloc de la Fundació de Genealogia Medieval o a altres autors com Hervé Pinoteau, Ingramm no és considerat pas el fill de Robert I d'Hesbaye
2. ↑  Léon Vanderkindere, La Formation territoriale des principautés belges au Moyen Âge, Brussel·les, 1902 (reimpr. 1981)